# Venafro
Venafro (latin: Venafrum) är en kommun i provinsen Isernia, i regionen Molise i Italien. Kommunen hade 11 218 invånare (2018) och gränsar till kommunerna Capriati a Volturno, Ciorlano, Conca Casale, Mignano Monte Lungo, Pozzilli, San Pietro Infine, San Vittore del Lazio samt Sesto Campano.